# Корюкина, Манефа Владимировна
Манефа Владимировна Корюкина (30 июля 1888 — ?) — советская колхозница, стахановка-животновод, депутат Совета Союза Верховного Совета СССР первого созыва.

## Биография
Родилась в Междуреченском уезде[уточнить] Вологодской губернии, в деревне в 80 км от Вологды. В семье кроме неё было ещё три младших дочери. Отец умер в 40 лет (застудился, выталкивая из реки застрявший купеческий обоз). Когда Манефе было 15 лет, умерла мать.
В 1936 году награждена орденом Ленина. Участница Всесоюзного совещания передовиков животноводства, избиралась депутатом сельского и районного Советов, делегатом XVII Всероссийского съезда Советов и Чрезвычайного VIII Всесоюзного съезда Советов, а в 1937 году — депутатом Верховного Совета СССР первого созыва.

### Семья
Муж — красноармеец, участник Великой Отечественной войны. Трое дочерей.